# 世界頂尖的暗殺者轉生為異世界貴族
《世界頂尖的暗殺者轉生為異世界貴族》（簡稱）是日本作家月夜淚所著的輕小說系列，由2018年7月起在成為小說家吧上連載；其後由2019年2月起經角川Sneaker文庫出版，由擔綱插畫，至今出版共8卷。截至2024年8月，系列累積發行逾180萬本。
改編漫畫由2019年1月起於漫畫網站「Young Ace UP」開始連載，作畫。改編電視動畫第1季由SILVER LINK.製作，於2021年10月至12月播出。2023年9月24日宣佈製作第2季。

## 故事簡介
主角是世界頂尖的暗殺者。年老的他準備退休時，在一次飛機航班中遇上「意外」。他意識這是上頭想將他滅口。他雖然使出了渾身解數試圖解圍，但眼見對方出動到F-16，便知道自己逃不掉了。在迎接死亡前，他決心如有來世，不會再當別人的道具，而是為自己而活。
他睜開眼，看見自己身處神殿，發現自己被女神召喚到一個劍與魔法的異世界。女神看中他的暗殺技術，讓他在異世界轉生，並要求他在出生後十八年內暗殺勇者，並以十八年後的自由人生作為報酬。女神告訴他勇者雖然將於十六年後打敗魔王，拯救了世界，但之後卻出於私欲讓世界陷入混亂，於是十八年後世界就毀滅了。主角為了報酬，接受了這項委托。他從女神那裏挑選了多項技能後，便轉生成為暗殺世家圖哈德家的新生嬰兒——盧各。
盧各從小就向父親學習暗殺本領，同時自行鍛鍊魔力。他於7歲時繼承「圖哈德之眼」，同年向蒂亞拜師學習魔法，其後拯救了被雙親拋棄的塔兒朵，並讓她成為僱人及暗殺助手。他12歲時在最終考驗中擊敗父親，正式出師。同年使用「伊路格·巴洛魯」的身分，於穆爾鐸開創了新的化妝品品牌「歐露娜」。在孤兒院領養了瑪荷，並在使用盧各的身分時，將歐露娜交由瑪荷全權代理。
他在14歲時以首席的成績進入了騎士學園，在學園裏終於得見自己的暗殺對象——「勇者」艾波納。兩人成為朋友。他們在學期間遇上了魔族入侵學園。盧各為了讓艾波納認可自己的實力，決定全力對付魔族，成功得到艾波納認可。王族為了既要把勇者留在王都，又要應付不滿的貴族，決定將盧各升格為聖騎士，讓他獲得與勇者同等的權利，代價是要代替勇者去誅討各地的魔族。盧各接受了艾波納的【追隨我的眾騎士】後，獲得了勇者的部分力量和技能。他跟蒂亞聯合開發了可以完全擊殺魔族的魔法【誅討魔族】，與蒂亞和塔兒朵聯手擊敗了兜蟲魔族。其後與魔族米娜達成合作關係，與蒂亞、塔兒朵、妮曼以及入魔後的諾伊修聯手擊敗「獸王」萊歐寇爾。

## 登場人物

### 主要人物
盧各·圖哈德（聲：赤羽根健治、小市真琴（幼年期）、森田順平（轉生前））
本作主角。前世是某個組織培養出的頂尖暗殺者，因為年老打算退休，但被組織拋棄、派出戰鬥機將他所搭乘的民用航班擊墜而身亡。死後被女神委託暗殺18年後因擊敗魔王而開始危害人類的勇者。女神將其轉世成圖哈德男爵家的少爺。從小就向父親學習暗殺本領，於7歲時繼承「圖哈德之眼」，可以把動態視力發揮至極致，並能觀察他人的魔力。因為擁有【超回復】技能，所以可以不斷消耗魔力，以讓魔力量增加，因此魔力量從小就是常人的數千倍，甚至更勝於勇者，但釋出量只有常人的十倍。7歲起向蒂雅拜師學習魔法，能夠運用【術式編織者】，跟蒂雅合作創造許多魔法，從此也迷戀著蒂雅，後來也與她成為戀人，在小說第三卷發生關係。
後來使用各種手段與謊言接近勇者艾波納，隨後與她成為朋友，並拯救她的心靈，也確定自己不想殺了艾波納，而是想真正成為她的朋友並拯救她，甚至在與魔族一戰中披露了自己的全部實力與底牌，以及自己是暗殺者的身份，被艾波納要求，若是自己失控且無法阻止的話，請盧各殺了她。
隨後因為艾波納看不下去貴族們詆毀盧各而不小心把盧各的實力暴露給貴族們知道，加上王國中央的高層為了自保而打算把艾波納留在中央，不把她派往各地討伐魔族，使盧各必須成為代理勇者前往各地討伐魔族，為表示歉意與賠罪，艾波納便使用S級技能【追隨我的眾騎士】將自身部分的力量與技能給了盧各，但是並不會削弱自身的力量，缺點是若是違背授予者的命令與在賭上各種意義的戰鬥戰敗的話，便會失去力量，且無法再次贈與，一輩子最多也只能對三個人使用。被賜與力量後，使盧各力量大幅增長，魔力釋出量也變為原本的兩倍，之後盧各利用從艾波納那裡得到的【追隨我的眾騎士】把自己部分的技能與力量給了蒂雅與塔兒朵。
由於家族的傳統，因此在出世時擁有至少三個戶籍。另外的兩個身份分別為巴洛魯商會當家讓娼妓懷胎生下的孩子伊路葛·巴洛魯、鐵匠之子沙菲爾·歐庫瑪。
擁有技能：S級【超回復】、【獸化】、【追隨我的眾騎士】；A級【編織術式者】、【可能性之卵】、【多重唱頌】；B級【成長極限突破】；C級【體術】；D級未知。（D技能：厨艺）
蒂雅·維科尼（聲：上田麗奈）
鄰國的貴族千金，也是盧各大三歲的表姊，銀髮藍瞳的嬌小女孩。世上罕見的魔法天才。盧各的魔法老師，在使用魔法的方面，盧各評價自己至今仍然不及蒂雅。在維科尼領地遭到貴族派圍攻，運用魔法一度穩住局勢，但之後魔力不支。被盧各相救之後詐死，以「克蘿蒂雅·圖哈德（クローディア・トウアハーデ）」的名義成為盧各的妹妹，但也成為盧各的戀人。以成績第三進入騎士學園。後來接受盧各的手術而獲得「圖哈德之眼」。
非常喜歡盧各，因為知道自己是盧各內心中的第一，因此不介意他納妾，也促進盧各與塔兒朵的關係發展，與塔兒朵之間的關係也非常好。在小說第三卷主動邀請盧各發生了關係，雖然盧各第一時間想幫蒂雅治療破身之疼，讓蒂雅可以不再承受疼痛，但被蒂雅以「想永遠記得這份破身的疼痛」為由回絕。
經盧各以【追隨我的眾騎士】技能賦予【超回復】、【多重唱頌】、【可能性之卵】、【成長極限突破】後，魔力存量以及能發動的魔法術式皆有突破性的提升，並從原本的【槍擊】自行研發出中近距離改善並加強殺傷力與命中率的【霰彈】，也因魔力存量逐漸上升，一些以前只能看著盧各施放的技能漸漸也能使用而感到雀躍，蒂雅在取得這些力量的同時也希望自己能好好利用這些力量去幫助盧各。
擁有技能：S級【超回復】；A級【虹色魔法士】、【多重唱頌】、【可能性之卵】；B級【天才】、【成長極限突破】；D級【抗老化】。
塔兒朵（聲：高田憂希）
盧各的青梅竹馬與專屬女僕及助手。因家鄉發生飢荒而被放逐，幾乎餓死時被盧各收養，經盧各2年內精心的調養後肉體質量皆有大幅度的成長，變成一個身材姣好臉蛋漂亮的美少女，並在2年內成為盧各的貼身佣人兼弟子兼得力助手，因是瀕死狀態被盧各救回，因此對盧各十分忠誠，性格認真努力且單純，儘管自己的資質不出眾，卻憑藉努力讓自己成為讓盧各認同的強者與得力助手。非常喜歡盧各並希望能被盧各需要，被盧各誇讚沒想到調養後能長成嬌滴滴的美人或者被盧各稱讚、摸頭時會不自主的面頰羞紅，也曾在盧各家人面前表示若不是盧各當時出手相救，自己早就身故，所以宣示此生自己的身、心、靈都為盧各所有。害怕寂寞，常常要求盧各陪睡並會在早上的時候叫醒他，自己也常常偷偷自慰，後來也與盧各互相確認自己的心意。經由盧各的嚴格訓練成為一名合格的女殺手，較為擅長刺槍術但長槍並不適合用於暗殺，故盧各專門為了她而打造了一把可以摺疊收納的銀製長矛作為她的生日禮物，她本人相當寶貝這柄由盧各贈與的折疊銀槍，因此從不離身。
之後接受盧各的手術而獲得「圖哈德之眼」，曾以因為還不熟練使用「圖哈德之眼」而需要補給魔力為由，跟盧各索取好幾次接吻，求吻的口吻比較接近撒嬌，而盧各雖然知情但依然放任讓塔兒朵索求。
在盧各開創化妝品商店「歐露娜」的同時被盧各派遣到戰場上進行戰鬥的經驗累積，因在戰場上身手矯健且快速，故有「雷速英雌」的稱呼，但她本人從盧各口中得知後對於這稱號很不好意思。
在小說第三卷回到圖哈德領地時，聽從盧各母親的建議試圖誘惑與盧各發生關係並作為美人計色誘暗殺的初步技巧訓練，但盧各對於塔兒朵的關係是如家人一般，所以非常的重視，因此對於塔兒朵想利用自己的身體去暗殺敵人這點盧各非常不高興，從而用手段使塔兒朵冷靜並暫時回絕塔兒朵的求愛。在小說第四卷正式與盧各發生了關係。發生關係之後似乎更加在意盧各對自己的各種看法與想法，對盧各的情感佔有慾稍強，但不會輕易的表現出來，完全就是一個戀愛中的少女。
經盧各以【追隨我的眾騎士】技能賦予【超回復】、【獸化】、【可能性之卵】、【成長極限突破】後，身體素質與戰鬥能力更往上提升了一個等級，雖然魔法及魔力方面不如蒂雅，但被蒂雅稱讚仍是相當可靠的近距離護衛，塔兒朵在得到力量之後感覺雀躍的同時也決定必會全力協助盧各。
在發動技能【獸化】時，會使體能變得如狐狸一般，但同時會長出狐狸耳朵以及狐狸尾巴，此時塔兒朵的各項戰鬥能力與體能極限皆能暫時性的強於盧各，但副作用是無法控制自己並維持理性，塔兒朵解除獸化恢復理性之後，對於戰鬥後騎在盧各身上的種種不雅行為感到非常羞恥。
在小說第四卷發動技能【僕從獻身】後，與盧各變成生命共同體，同時也得到不少實用的優勢，比如心靈對話，但因為塔兒朵與盧各發生關係後，她平時就喜歡想一些跟盧各之間色色的妄想，被盧各聽見心聲因而感到羞恥。
擁有技能：S級【超回復】、【獸化】；A級【僕從獻身】、【可能性之卵】；B級【成長極限突破】；C級【槍術】；D級【努力】。
瑪荷·圖哈德（聲：下地紫野）
出身商人家庭。是個行為舉止與外貌都很成熟的美少女。與塔兒朵之間的關係也很融洽，她與塔兒朵一樣在私底下會偷偷自慰，但盧各都知情。
在父母雙亡察覺是父親的得力助手暗害了他們，於是選擇逃跑。之後在街上組織了孤兒們一起賺錢渡日，卻被想要騙取領主輔助金的孤兒院強行抓走收容。數年後將要被賣給貴族時被盧各領養，形同盧各的義妹。
在與盧各相處的兩年間從對方那學得了不少知識與暗殺技術，但不是作為前線暗殺人員，而是為盧各提供後勤補給的工作，學習戰鬥技術只是為了有能力能自保而已。因為出色的商業才能，負責為盧各管理生意，現為盧各所創辦的化妝品商店「歐露娜」的代理代表，除了幾乎全權代理盧各的生意事業，也暗中提供盧各各式各樣的情報，稱職到超乎盧各的預料之外，對救贖了自己的盧各非常忠誠與傾慕，儘管公開或者私下場合以兄長稱呼盧各，卻因為愛戀他而想成為他的戀人，只要一有與盧各見面的機會，便會無論如何都要排除萬難前往。
動畫中對於跟著自己一同賺錢的孤兒們有著情同姊妹般的革命情誼，也因為有著孤兒院那段黑暗的回憶，因此對於想加害她的助手們的不法之徒有極度的厭惡感，對於欺負她情同姊妹的助手們的惡徒絕不留餘地。
對於盧各毫不掩飾的稱讚跟喜愛之情會飄飄然，而她自己對於盧各的愛意也是毫不掩飾。雖然外表漂亮嬌柔，但卻是個十足十的野心家，對自己的經營手腕很有自信，也確實把化妝品商店「歐露娜」變成當地數一數二並橫跨各領域經營的大企業，不介意讓盧各知道自己的野心就是奪回自己父親失去的商會，同時也讓盧各知道當未來盧各非常需要她的時候，瑪荷自己的能力與處理事情的手腕以及手頭上的情報網將會變得非常搶手，所以瑪荷也以此做為賭注，希望能被盧各所重視，只是現在時機尚未成熟。
因為身心靈皆屬於盧各，故立刻回絕了貝魯伊德．巴洛魯的告白。小說第五卷正式與盧各發生關係。
艾波納·利安諾
歷代最強的勇者，盧各的暗殺對象之一。實際上是一名女性。被女神預言將會在16歲時消滅魔王，然後在18歲時毀滅世界。本來沒有任何力量，甚至沒有魔力，在十四歲時突然覺醒，擁有極為驚人的身體能力，除了魔力量不如盧各，其餘能力皆遠遠超越盧各，盧各評價即使用「怪物」一詞也無法形容她的強大，但是極為欠缺戰鬥技巧，因為擁有技能【狂戰士】，如果認真戰鬥便會失去理智，曾失手殺了被自己當成姐姐看待的女騎士米蕾而有了心理創傷，但也因此急於想要變強，隨後被盧各拯救，把盧各當成朋友，並要求盧各如果自己失控且沒辦法阻止的話，便要殺了她。
因為自己看不下去貴族們詆毀盧各而不小心把盧各的實力暴露給貴族們知道，加上王國中央的高層為了自保而打算把自己留在中央，不把自己派往各地討伐魔族，使盧各必須代替自己成為代理勇者前往各地討伐魔族，為表示歉意與賠罪，便使用S級技能【追隨我的眾騎士】將自身部分的力量與技能給了盧各，但是並不會削弱自身的力量。
在小說第六集中在盧各即將要被阿拉姆教的神官們執行異端審判時支援盧各。
擁有技能：S級【追隨我的眾騎士】、【狂戰士】。

### 亞爾班王國

#### 圖哈德男爵家
表面上是以王國首屈一指的醫術名門，透過醫治王族及各大貴族，獲得了鉅額財富。實際上是隸屬以洛馬林公爵家為首的「王國派」貴族的暗殺世家，只接受王族與洛馬林公爵家的暗殺委託，負責暗中剷除危害王國的病灶。為了方便暗殺，歷代圖哈德的成員在出生的時候會有最少三個身份。
祈安·圖哈德（聲：森川智之）
盧各的父親，圖哈德男爵家的現任當家。號稱是在盧各出生前歷代最強的圖哈德當家，暗殺的技術甚至在盧各之上，但仍以自己有著這麼出色的兒子為榮。既是冷酷的暗殺者，也是個笨蛋丈夫和父親。由於出身的緣故，他也是優秀的醫生。
另外兩個身份為阿爾斯特的廚師托亞力·巴赫爾、寇爾拉多商會的少掌櫃德瓦夫·迦爾納。
非常看重自己的家人，對於暗殺是要幫王國除去病灶這點很有自己的原則，但在保護家人以及守護家人與王國利益發生衝突的狀況出現時則例外。
在小說第七卷時為了遵守與已經變成蛇人的凱菲斯公爵家近衛騎士團團長拯救凱菲斯公爵的請求，意外犧牲慣用手臂。
艾思麗·圖哈德（聲：高橋智秋）
盧各的母親，祈安的妻子，銀髮藍瞳，非常溺愛兒子且以自己有著這麼出色的兒子為榮，明明年過四十，外貌卻有如二十出頭一般。善於料理，且個性活潑開朗，喜歡將盧各女裝打扮，但因為盧各的拒絕因此受到了一點打擊，但此後因為盧各收養的塔兒朵後恢復。出生於維科尼家族，親屬關係上算是蒂雅的姑姑。
經常會給盧各身邊對他有好感的女性出主意，目的是希望盧各快點傳宗接代，但盧各對這點十分頭疼就是。目前已懷第三胎，腹中胎兒性別已知為女性。
羅拿哈·圖哈德（聲：增岡大介）
圖哈德家分家的少爺，盧各的堂兄，比盧各年長4歲。個性率直。相對於暗殺，比較喜歡正面戰鬥。曾經挑戰盧各，卻慘敗在對方手下。之後聽從盧各的勸說成為了騎士，那之後也持續精進自身的實力。其實力在同世代的騎士中位列五強之內。

#### 洛馬林公爵家
四大公爵家之一，「王國派」貴族的領袖，圖哈德家的宗主。對國王忠心不二。注重人種的改良，歷代的當家均會與能力優秀的異性通婚，從而誕下能力更優秀的後代。同時也是交付王國給予圖哈德男爵家有關暗殺指令的傳遞情報網。
妮曼·洛馬林
洛馬林公爵家的千金，號稱「洛馬林家的最高傑作」。在盧各被邀請至宴會時假扮公主身分而被盧各識破，因而對盧各產生好感與興趣，對待人是以能力是否傑出看待，故不會嫌棄盧各家的男爵身分。紫色長髮且身材姣好臉蛋漂亮的大家閨秀，比盧各年長一歲，王立騎士學校的二年級生。
經盧各用圖哈德之眼確認魔力流動時，發現妮曼的真實身分居然是亞爾班王國法麗娜公主的雙胞胎妹妹，雖然盧各對於自己的判斷有百分之百的把握，也確信妮曼跟公主的血緣關係，但背後的成因至目前為止一切成謎。
個性相當豪放直爽，喜歡強大優秀的異性，對於事物的喜惡也是非常直接，沒有利用價值的人事物看都不會看一眼，十足十的勢利主義，同時不會企圖掩飾自己的慾望以及外在條件。對於優秀基因的遺傳學也有著跟公爵一樣的看法，因此對於盧各的追求或是色誘都是毫不掩飾，但到目前為止不外乎是傳宗接代或者取精等等偏離正常人思維的洛馬林家精良基因遺傳學話題，但都讓盧各巧妙的迴避了。
擁有並擅長稀有屬性的光系魔法，人稱「光輝才媛」，目前跟盧各同屬一個討伐魔族的隊伍中。
對於盧各帶來的各項未來先進技術，不論是航海、航空或者通訊設備等都非常感興趣，也非常希望那些技術能在洛馬林家使用，但被盧各下了封口令，禁止她對外宣傳。
自身擁有的情報網不輸給盧各，私下經過調查歐露娜商會，已經在懷疑提供商會特殊航海技術，並使其進步的伊魯葛·巴洛魯就是盧各本人，但目前沒有實際證據。
小說第七卷中，因為蛇魔族米娜的攻擊導致身負重傷，同時也對盧各緊急下達了暗殺諾伊修的命令。

#### 巴洛魯商會
亞爾班王國數一數二的大商會。
海姆尼克·巴洛魯（聲：玉野井直樹）
巴洛魯商會的現任會長，伊魯葛（盧各）名義上的父親。由於過去欠下了祈安的一個大人情，而協助祈安製造伊魯葛（盧各）的假戶籍。非常的信任盧各這個友人所託的假兒子，同時也很佩服盧各的經商頭腦，因此將商會很放心的給盧各全權處理。
米拉·巴洛魯（聲：愛河里花子）
海姆尼克的妻子，十分討厭丈夫與妓女所生的伊魯葛（盧各），但盧各高超的經營能力以及出售的高階保養商品令她刮目相看，因此後來也不太計較伊魯葛（盧各）這名私生子的存在了。
貝魯伊德·巴洛魯（聲：保住有哉）
海姆尼克的親生兒子，同時也是化妝品「歐露娜」的少東，較伊魯葛（盧各）年長三歲。自從被伊魯葛（盧各）治好癌症後，便十分尊敬伊魯葛（盧各）。在兩年間在伊魯葛（盧各）門下學習營商。
因盧各希望瑪荷的工作負擔不要那麼沉重，甚至是由瑪荷一人單獨肩扛的種種因素，被盧各正式授權為化妝品「歐露娜」的副代表，幫瑪荷分憂解勞。
在小說第三卷與瑪荷告白，但被瑪荷一口回絕。

#### 王立騎士學校
諾伊修·凱菲斯
王立騎士學校S班的學生。凱菲斯公爵家的嫡子。與盧各在入學試中並列第一名。與妮曼是青梅竹馬，但被妮曼視作沒什麼用的弟弟看待。
進入學院之後試圖拉攏盧各加入陣營，但遭盧各回絕，但依然不放棄勸說盧各，甚至組建了隸屬於自己的騎士團。
希望與聖騎士身分的盧各一同討伐魔族，但遭盧各以能力太弱為由一口拒絕，之後對於盧各那副「你目前的實力，連塔兒朵都贏不了」的眼神相當不服氣，遂要找盧各隊伍中看起來最弱的塔兒朵單挑，結果不出意外被塔兒朵以驚人的實力差距擊敗。
因敗於塔兒朵故信心崩塌並醉心於追求更強大的力量，最後被蛇魔族米娜納入麾下，並在蛇魔族米娜的改造下入魔，變成會不自覺散發瘴氣似人非人的怪物，但目前仍保有理性，與盧各等人在戰場上會合並聯手擊敗「獸王」萊歐寇爾。
盧各對於米娜讓諾伊修入魔的事情非常不能諒解，並希望能以自身之力幫助諾伊修並將他導回正軌，但諾伊修拒絕了盧各的建議，妮曼對於此事也不能諒解，而諾伊修不希望聽見自己青梅竹馬妮曼的微詞，隨後獨自離去。
小說第六卷末，如同最後的遺言似的告別了學校以及盧各等人失蹤，但由洛馬林家以及圖哈德領派出去調查的諜報部隊都沒有掌握到他的行蹤，盧各分析諾伊修作為米娜手下已經失去身為人類該有的理性。
小說第七卷中，作為蛇魔族米娜的手下，犧牲了自己的所在的凱菲斯領的領民做為第二顆生命果實的養分，並聽從米娜的指令開始入侵其他的領地。在卷末與盧各展開激戰，最後被身負重傷的盧各以神槍昆古尼爾擊殺。

### 司奧夷凱陸王國
維科尼伯爵（聲：平川大輔）
蒂雅的父親。維科尼伯爵家的現任當家。

### 魔族
米娜
蛇魔族，同時為八大魔族之一，有將人類變成魔物的能力。表面身份是葛蘭費爾特伯爵夫人。與其他魔族不同，由於十分享受人類的生活，因此並沒有打算復活魔王與消滅人類。成為葛蘭費爾特伯爵夫人後，一個月後把丈夫暗殺，成為了葛蘭費爾特家族的當家。之後在僅僅數個月的時間把原本陷入財政赤字的領地經營得有聲有色。
在小說第三卷盧各擊敗兜蟲魔族後與其相遇，但對盧各並沒有敵意，互相試探之後發現利害關係一致，故進行互利但也互相牽制的合作關係。因為是魔族的關係，起初時常用費洛蒙試圖引誘盧各，但盧各本身身為暗殺者的極強的意志力抵抗下根本沒效果而作罷。
在小說第四卷，盧各與瑪荷約會完之後，依照盧各私下發出的邀約而出現在盧各眼前，雙方交涉時對於盧各擅自將亞爾班王國第二王子暗殺這件事稍微感到氣憤，起初有意想向盧各復仇，但也因為跟盧各是情報互相牽制的關係而作罷，隨後向盧各提供了魔族——「獸王」萊歐寇爾會出沒的時間與地點等相關的情報，並透露以盧各目前的戰力雖然打不過萊歐寇爾，但之後會有「援軍」幫忙等等言論後離去。而她口中所指的「援軍」正是入魔後的諾伊修。
小說第六卷中，將盧各帶到自己的基地談判，目的是為了取得已經在地中龍戰中生長完成的「生命果實」，但被當時不告知盧各地中龍魔族情報的失約所牽制，盧各表明不會將手上持有的生命果實交給她，同時作為交涉，她答應會繼續提供其他魔族的情報給盧各，讓盧各可以一一擊殺，用此條件以保證她會是最後倖存的魔族時，盧各才會將生命果實給她。
在小說第七卷中終於暴露自己真正的目的，原來與盧各的合作只是為了讓自己不被其他魔族消耗自身的實力，所以才故意跟盧各合作洩漏情報，以借刀殺人的方式讓盧各去擊倒其他魔族競爭者並私下培育生命果實壯大自己，已經從盧各的鶴皮之囊偷走生命果實並吞食，並且命令手下的諾伊修獻出凱菲斯領的領民作為生命果實的養分，也開始四處侵略別的領主的領土，繼續用犧牲者的靈魂培育出第二以及第三顆生命果實好讓自己成為下一任魔王支配世界。
古爾特
兜蟲魔族，八大魔族之一。
能操縱植物吞食其他生命體，收集大量的人類靈魂企圖培養生命果實，但計畫過程被盧各破壞，最後被盧各等人聯合阻止並以【誅討魔族】擊殺。
萊歐寇爾
獅子魔族，八大魔族之一。另有別稱為「獸王」。
能分裂出雌獅並發起群體攻擊，有優秀的聽力、嗅覺跟視覺，且在雄獅萊歐寇爾的守備範圍內即使受到傷害能無限再生。
遭到蛇魔族米娜出賣出沒時間以及地點，最後遭盧各等人聯合討伐擊殺。
野篦坊
地中龍魔族，八大魔族之一。名字由來為「無臉」的意思。
身體非常巨大，全長可達數百公尺，且能使用觸手以及毒氣來捕食或者獵殺生命。經盧各研究調查發現弱點是水屬性之後，被盧各等人聯合擊殺。
在被盧各等人擊殺前已經完成生命果實的栽培，隨後完成的生命果實被盧各收進鶴皮之囊中，作為與蛇魔族米娜談判的條件籌碼。但在這之後依然被蛇魔族米娜竊取並吞食。
操偶師
人偶魔族，八大魔族之一。
可以用魔力製成的極細絲線操縱被絲線連接上的對象，操縱對象不論是活人或者屍體都可以。
在小說第六卷中，偽裝成阿拉姆教教皇企圖將盧各殺死，並將勇者艾波納也一起叫來，作為無法處刑殺死盧各時，可以令盧各與勇者自相殘殺，好削弱人類方的戰力，但所使用的手段都被盧各一一擊破，最後被盧各用魔族紅之心臟所製的特殊子彈擊殺。
瑟坦特·馬格涅斯（聲：谷山紀章）
人類魔族，八大魔族之一。目前出場的魔族中實力最強的一員。
有「庫林獵犬」之稱的戰士。武器為魔槍「蓋伯爾加」。
當初被盧各誤認為當今現世的勇者，後來確定只是個好戰的狂人。
在與盧各戰鬥時被盧各以自創招式「神槍---【昆古尼爾】」擊中後受到重創，之後被米娜所救。為了報答米娜的救命之恩答應對方獲得她的許可之前不得鬧事和必須聽從其命令一次。
在盧各幾乎殺死米娜時救下其性命，企圖把盧各變成魔族後與其決一死戰。被艾波納第四次伏擊時憑藉千錘百鍊的武藝擊敗對方，之後被趕來的盧各以「亞格特朗」狙擊而受到重創，其後與盧各展開決鬥，最後被盧各用刀割喉而死。其持有的「蓋伯爾加」也被盧各奪去。
似乎持有S級技能【狂戰士】，但在【狂戰士】的作用下卻可以維持理性對談，對於這點仍有待查證。

### 其他人物
女神（聲：田村由香里）
把盧各轉生至異世界的女神，委託包含盧各在內的轉生者暗殺勇者，卻由於其他的轉生者先後因各種的原因死亡或無法戰鬥，無奈之下把僅有的資源集中在盧各身上。之後暗中安排塔兒朵、瑪荷與盧各的相遇。實際上只是個用於管理世界的有如機械般的存在，能夠依照他人的理想與情況，模擬出各種不同的人格。
對她而言，其目的是維持世界免遭毀滅，即使與意圖滅絕人類的魔族結盟也在所不惜。
克拉麗絲（聲：中村千繪）
僅於動畫版登場。暗殺者在前世時的女助手，暗殺技術被前者評價尚未成熟，與暗殺者在民用航班上一同被組織摧毀客機身亡。
瑪格麗特（聲：櫻井浩美）
僅於動畫版登場。19歲的死刑犯，盧各的第一位處刑對象，性格乖戾。假裝無辜求饒後仍被盧各砍掉一隻左手掌，也因此失控露出狡詐本性後被殺。
取代了原作小說中被簡單提及的盧各第一個處理掉的死刑犯的角色。
諾茵、伊法、可娜、米雪兒、凱莉（聲：二之宮唯（諾因）、三浦千幸（伊法）、松永茜（可娜）、中野彩麻（米雪兒）、桃鈴音音（凱莉））
僅於動畫版登場。取代原作瑪荷身邊的無名孤兒們，與瑪荷共同組織團體並一同賺錢，但被想要騙取領主輔助金的孤兒院強行抓走收容，甚至全員都有被脅迫強暴的不堪紀錄，其中諾茵還因為無法承受被當成性奴隸虐待的壓力而自殘臉部毀容，之後伊路葛（盧各）一行揭發孤兒院院長 托蘭一行的惡行並逮捕也全員解放，隨後治癒了諾茵臉上因自殘留下的傷痕，讓她恢復原本漂亮的樣貌。後來伊路葛（盧各）依照瑪荷的意思，一同收容她們並成為得力部下也一同幫忙於化妝品商店「歐露娜」的事業。全員都因為伊路葛（盧各）的救贖而對他有好感並仰慕著。
托蘭（聲：山本格）
僅在原作小說被簡單提及，將瑪荷等孤兒抓來自己經營的孤兒院的中年男性。實際上是為了領取城裡的補償金而開設了孤兒院，被強制收容的孩童們都在低劣的環境下成長，甚至還在他指使下被虐待、販賣。性格殘忍且眼中只有金錢利益跟淫慾，根本沒有對收養的孩童有任何憐憫之心，對他而言孤兒只是一種可以交易的貨品。本來想在伊路葛（盧各）收養瑪荷之前姦淫她，但事跡敗露，最後在伊路葛（盧各）的揭發下被捕。
羅伊德（聲：松川裕輝）
僅在動畫版中出場，托蘭的手下，但並未完全聽令於托蘭，只是認為有利可圖罷了。性格跟托蘭一樣殘忍差勁，對不聽自己命令的女人會施暴動粗再加以強姦。擁有魔力，但仍不是伊路葛（盧各）的對手而被他一招制伏。

### 其他故事相關
技能
由上而下分為S～D級，取得難度也不相同。D級為固定技能，每人出生即擁有。C級是100人中才會出現1位持有者。B級是1萬人中出現1位持有者。A級是100萬人中出現1位持有者。S級則是1億人中才會出現1位持有者。
圖哈德之眼
為暗殺世家圖哈德家族集醫術之大成的特殊眼睛。歷經無數次將殺人犯做人體實驗得出的人體醫學實驗結晶。
近似於一種特殊技能，必須靠後天手術才能取得，可以加強視力、夜視能力、動態視力以及能觀察魔力流動等。
因為這是一種針對眼睛進行的大幅改造，所以會造成使用者視覺上的負擔，通常需要一段時間才能適應。
鑑定紙
可用來鑑定身上持有技能的特殊紙張，會將身上持有的任何技能顯示在紙上，只有少部分貴族才知道製作方法，取得不易。
生命果實
使魔王復活必要的物品，魔族們都想得到手的目標物，由大量的靈魂聚集濃縮而成，有強烈的味道可以挑起食慾以及佔有慾，普通人持有反而會被其魅惑而做出衝動行為，本身相當危險。
紅之心臟
使用【誅討魔族】後才會顯現，魔族唯一的弱點，外觀如同一顆高級的紅寶石，將它擊碎則該名魔族就會正式死去，無法再生也不會再復活。
鶴皮之囊
為盧各持有的特殊道具之一，以魔力大小來決定儲存量，幾乎可以收納任何的東西，並保持該物品它本來的樣貌。
神之手臂
為盧各持有的特殊道具之一，可以作為義肢使用，等同於有第三隻手，但因為身體排斥反應的關係，不能使用太長的時間。

## 出版書籍

### 輕小說
| 卷數 | KADOKAWA      | KADOKAWA                                                | 台灣角川       | 台灣角川               |
| 卷數 | 發售日期      | ISBN                                                    | 發售日期       | ISBN                   |
| ---- | ------------- | ------------------------------------------------------- | -------------- | ---------------------- |
| 1    | 2019年2月1日  | ISBN 978-4-04-107941-6                                  | 2020年5月20日  | ISBN 978-957-743-764-8 |
| 2    | 2019年7月1日  | ISBN 978-4-04-107874-7                                  | 2020年10月22日 | ISBN 978-986-524-042-4 |
| 3    | 2019年11月1日 | ISBN 978-4-04-107877-8                                  | 2021年1月13日  | ISBN 978-986-524-201-5 |
| 4    | 2020年4月1日  | ISBN 978-4-04-108971-2 ISBN 978-4-04-108970-5（特裝版） | 2021年4月19日  | ISBN 978-986-524-358-6 |
| 5    | 2020年9月1日  | ISBN 978-4-04-108972-9                                  | 2021年8月25日  | ISBN 978-986-524-714-0 |
| 6    | 2021年2月27日 | ISBN 978-4-04-108973-6                                  | 2021年12月22日 | ISBN 978-626-321-047-9 |
| 7    | 2022年7月29日 | ISBN 978-4-04-111501-5                                  | 2023年4月19日  | ISBN 978-626-352-440-8 |
| 8    | 2024年8月1日  | ISBN 978-4-04-111502-2                                  | 2025年7月28日  | ISBN 978-626-435-006-8 |

### 漫畫
| 卷數 | KADOKAWA      | KADOKAWA               | 台灣角川       | 台灣角川               |
| 卷數 | 發售日期      | ISBN                   | 發售日期       | ISBN                   |
| ---- | ------------- | ---------------------- | -------------- | ---------------------- |
| 1    | 2019年10月4日 | ISBN 978-4-04-108699-5 | 2020年8月20日  | ISBN 9789577439161     |
| 2    | 2020年7月3日  | ISBN 978-4-04-109105-0 | 2021年5月21日  | ISBN 978-986-524-422-4 |
| 3    | 2021年4月9日  | ISBN 978-4-04-111203-8 | 2023年4月13日  | ISBN 978-626-352-422-4 |
| 4    | 2021年11月9日 | ISBN 978-4-04-111808-5 | 2023年6月26日  | ISBN 978-626-352-613-6 |
| 5    | 2022年9月9日  | ISBN 978-4-04-112553-3 | 2023年10月19日 | ISBN 978-626-378-018-7 |
| 6    | 2023年7月10日 | ISBN 978-4-04-113419-1 | 2024年9月5日   | ISBN 978-626-400-522-7 |
| 7    | 2024年3月8日  | ISBN 978-4-04-114443-5 | 2025年3月27日  | ISBN 978-626-415-440-6 |
| 8    | 2025年1月10日 | ISBN 978-4-04-115356-7 |                |                        |

## 電視動畫
《世界頂尖的暗殺者轉生為異世界貴族》改編電視動畫將於2021年10月6日於AT-X等電視台首播。動畫第1集為原創故事。

### 消息公佈、宣傳
2021年2月15日，宣佈將會獲改編為電視動畫，將於2021年10月首播，並公開主要製作人員和聲優陣容。動畫製作公司為SILVER LINK.和Studio Palette，聲優陣容沿用小說第4卷廣播劇CD的陣容，赤羽根健治、上田麗奈、高田憂希和下地紫野繼續飾演主角群。3月7日，上述4名聲優出席在崎玉所澤Sakura Town舉辦的「KADOKAWA 輕小說EXPO 2020」網絡節目，活動中公開前導視覺圖。視覺圖以女神、轉生前的年老暗殺者以及轉生後的盧各為主角。當時已開始了錄音工作。5月21日，宣佈動畫延期至10月播映，並公開前導宣傳片和角色繪圖。9月10日，宣佈首播日期為10月6日，並公開正式宣傳片和主視覺圖，以及追加聲優陣容。
於2021年9月27日在「KADOKAWA Anime」YouTube頻道播映網絡直播節目，出席嘉賓有赤羽根、上田、高田和下地，節目中公開了第1集的開首片段。
2023年9月24日，於網絡節目「Sneaker文庫 35周年FESTA！」上宣佈將推出第二季。

### 製作人員
- 原作：月夜淚（株式会社KADOKAWA 角川Sneaker文庫刊）
- 原作插畫：
- 導演：田村正文
- 系列構成、編劇：高山克彥
- 角色設計：長田繪里
- 總作畫監督：吉川佳織
- 副設計：
- 武器設計：氏家嘉宏
- 道具設計：今田茜
- 美術監督、美術設定：吉山裕也
- 色彩設計：吉田隼人
- 攝影監督：新谷優子
- 圖像設計：柏原進
- 3D指導：江田惠一
- 編輯：瀧川三智
- 音響監督：土屋
- 音響效果：川田清貴
- 音響製作：Glovision
- 音樂：黑田賢一
- 音樂製作：Lantis
- 動畫製作：SILVER LINK. × studio palette
- 製作：暗殺貴族製作委員會[15]

### 音樂
片頭曲《Dark seeks light》
作曲、編曲：ケンカイヨシ
作詞、主唱：二之宮唯
片尾曲《A Promise》
編曲：蓮尾理之，作詞、作曲：結城愛良
第一至九集主唱：結城愛良
第十集主唱：蒂雅·維科尼（上田麗奈）
插曲《Dazzling》
作詞：結城愛良，作曲、編曲：黑田賢一
作詞、作曲、主唱：蒂雅·維科尼（上田麗奈）
插曲
作詞：結城愛良，作曲、編曲：黑田賢一
主唱：瑪荷·圖哈德（下地紫野）
插曲《For you》
作詞：結城愛良，作曲、編曲：黑田賢一
主唱：塔兒朵（高田憂希）

### 集數列表
| 集數    | 日文標題 | 中文標題     | 分鏡                     | 演出                     | 作畫監督 | 首播日期       | 備註     |
| ------- | -------- | ------------ | ------------------------ | ------------------------ | --- | -------------- | -------- |
| Plan-01 |          | 信任的報償   | 岩畑剛一 田村正文        | 田村正文                 | 壽夢龍、前嶋弘史、久松沙紀、上西麻耶 今田茜、金正男、武本大樹、德、田村正文 工藤公聖、曉・火鳥動畫製作集團 王敏、周健、趙小川、姜智慧 | 2021年 10月6日 |          |
| Plan-02 |          | 轉生的條件   | 田村正文、末田宣史       | 田村正文、末田宣史       | 長田繪里、立石良子、兵頭敬 前嶋弘史、關本美穂                                                                                         | 10月13日       |          |
| Plan-03 |          | 牽絆的魔法   | 田村正文                 | 關根侑佑                 | 金正男、冨樫彩菜、武本大樹、今田茜 壽夢龍、柳瀨讓二、小牧容子、工藤公聖 Studio MAT、松坂定俊                                          | 10月20日       |          |
| Plan-04 |          | 女神的計劃   | studio palette、前田基匡 | studio palette、前田基匡 | 江本正弘、松本勝次、飯飼一幸、服部憲知 、南伸一郎                                                                                     | 10月27日       | [ 註 1 ] |
| Plan-05 |          | 殺手的資格   | 細田雅弘                 | 細田雅弘                 | 上西麻耶、久松沙紀、前嶋弘史、武本大樹 壽夢龍、今田茜、柳瀨讓二 工藤公聖、金正男                                                      | 11月3日        |          |
| Plan-06 |          | 少女之館     | 田村正文                 | 田村正文                 | 吉川佳織、迫江沙羅、、兵頭敬 關本美穗、立石良子、遠藤省二、富樫彩菜                                                                   | 11月10日       |          |
| Plan-07 |          | 虛偽的生活   | 田村正文 西田正義        | 榎本守                   | 武本大樹、宇都木勇、山崎克之、木下由美子 今田茜、渡部桂太、前嶋弘史、壽夢龍 西田美彌子、北島勇樹                                      | 11月17日       |          |
| Plan-08 |          | 選擇的儀式   | 末田宣史                 | 末田宣史                 | 吉川佳織、黑木涼之介、小田裕康 | 11月24日       |          |
| Plan-09 |          | 暗殺的代價   | 岩畑剛一                 | 關根侑佑                 | 武本大樹、川口弘明、久松沙紀、今田茜 壽夢龍、武志鵬、田村正文、北島勇樹                                                               | 12月1日        |          |
| Plan-10 |          | 首次的約會   | 前田基匡                 | 前田基匡                 | 立石良子、前嶋弘史、館崎大、 能地清、松本勝次、永田有香、YICHENG 長田繪里、田村正文                                                   | 12月8日        | [ 註 2 ] |
| Plan-11 |          | 背叛的決心   | 岩畑剛一                 | 細田雅弘                 | 久松沙紀、船越麻友美、古谷梨繪、壽夢龍 武本大樹、小牧容子、木下由美子、直木祥子 飯塚葉子、田村正文                                    | 12月15日       |          |
| Plan-12 |          | 暗殺者的戰鬥 | 末田宣史、田村正文       | 末田宣史、田村正文       | 長田繪里、田村正文、立石良子、前嶋弘史 江本正弘、、吉川佳織、黑木涼之助                                                               | 12月22日       |          |

### 播映平台
日本深夜動畫：下文記載的日本国内播放時間使用日本標準時間（UTC+9）表示。因為部分時間标识會採用30小时制，因此請留意这类超过24:00的时间，其實際播放時間為翌日清晨。
| 播放日期                | 播放時間（UTC+9）    | 播放電視台 | 播放地區 | 備註             |
| ----------------------- | -------------------- | ---------- | -------- | ---------------- |
| 2021年10月6日－12月22日 | 星期三 23:30 - 24:00 | AT-X       | 日本全國 | 衛星廣播、有重播 |
| 2021年10月6日－12月22日 | 星期三 25:05 - 25:35 | TOKYO MX   | 東京都   |                  |
| 2021年10月6日－12月22日 | 星期三 25:05 - 25:35 | KBS京都    | 京都府   |                  |
| 2021年10月6日－12月22日 | 星期三 25:30 - 26:00 | SUN電視台  | 兵庫縣   |                  |
| 2021年10月6日－12月22日 | 星期三 26:35 - 27:05 | 愛知電視台 | 愛知縣   |                  |
| 2021年10月7日－12月23日 | 星期四 23:30 - 24:00 | BS日視     | 日本全國 | 衛星廣播         |

| 播放日期                | 播放時間（UTC+9） | 播放平台  | 備註             |
| ----------------------- | ----------------- | --------- | ---------------- |
| 2021年10月6日－12月22日 | 星期三 23:30      | ABEMA     | 比無線電視早播映 |
| 2021年10月9日－12月25日 | 星期六 23:30      | d動畫商城 |                  |

| 播映地區                         | 播映平台 | 播映日期                | 播映時間              | 備註          |
| -------------------------------- | --- | ----------------------- | --------------------- | ------------- |
| 東盟、印度、孟加拉、尼泊爾、不丹 | Muse Asia YouTube頻道 | 2021年10月6日－12月22日 | 星期三 23:00（UTC+8） | [ 19 ]        |
| 臺灣                             | 巴哈姆特動畫瘋、中華電信MOD、Hami Video、LiTV 線上影視、myVideo 影音隨看、遠傳friDay影音 中嘉bb寬頻.bbTV、KKTV、LINE TV、Yahoo TV 一起看、CATCHPLAY | 2021年10月6日－12月22日 | 星期三 23:00（UTC+8） | [ 20 ] [ 21 ] |
| 香港                             | Viu OTT | 2021年10月6日－12月22日 | 星期三 23:00（UTC+8） | [ 22 ]        |
| 中國大陸                         | bilibili | 2021年10月6日－12月22日 | 星期三 23:00（UTC+8） | [ 23 ]        |
| 香港、澳門、台灣                 | bilibili | 2021年10月6日－12月22日 | 星期三 23:00（UTC+8） | [ 24 ]        |
| 香港                             | Viu 頻道自選服務 | 2022年11月全集上架      | 2022年11月全集上架    | [ 25 ]        |

### 藍光、DVD
| 卷數 | 發行日期       | 收錄話數      | 規格編號   | 規格編號   |
| 卷數 | 發行日期       | 收錄話數      | 藍光       | DVD        |
| ---- | -------------- | ------------- | ---------- | ---------- |
| 1    | 2021年12月22日 | 第1話－第4話  | ZMXZ-15071 | ZMBZ-15081 |
| 2    | 2022年1月26日  | 第5話－第8話  | ZMXZ-15072 | ZMBZ-15082 |
| 3    | 2022年2月25日  | 第9話－第12話 | ZMXZ-15073 | ZMBZ-15083 |

## 外部連結
- 成為小說家吧連載網站（日語）
- 角川Sneaker文庫特設網站（日語）
- 小說的X（前Twitter）（日語）
- 漫畫連載網站（日語）
- 電視動畫官方網站（日語）